# Naci Erdem
Naci Erdem (Istanbul, 28 gennaio 1931 – Istanbul, 28 marzo 2022) è stato un calciatore turco, di ruolo difensore.

## Carriera

### Club
Ha giocato nella prima divisione turca. Con 463 presenze, è il quinto giocatore di sempre nella storia per numero di incontri giocati con la maglia del Fenerbahçe.

### Nazionale
Ha partecipato ai Mondiali del 1954.

## Palmarès

### Club

#### Competizioni nazionali
- Campionato turco: 3

Fenerbahçe: 1959, 1960-1961, 1964-1965